# Tylotropidius trimaculatus
Tylotropidius trimaculatus är en insektsart som beskrevs av Grunshaw 1995. Tylotropidius trimaculatus ingår i släktet Tylotropidius och familjen gräshoppor. Inga underarter finns listade i Catalogue of Life.